# Цыбух, Валерий Иванович
Валерий Иванович Цыбух (укр. Валерій Іванович Цибух; род. 9 марта 1951, Сторожинец) — советский и украинский партийный, общественный и государственный деятель, дипломат, кандидат философских наук. Кандидат в члены ЦК КПУ в 1986—1988 годах. Член ЦК КПУ в 1988—1990 годах Депутат Верховного Совета УССР 11-го созыва (с 1987 года). Народный депутат СССР в 1989—1991 годах Председатель Буковинского землячества в Киеве.
Образование высшее: Киевский инженерно-строительный институт (1974), Высшая партийная школа при ЦК КПУ (1984), Дипломатическая академия при МИД СССР (1992).

## Биография
Родился 9 марта 1951 года в городе Сторожинец Черновицкой области. Окончил Киевский инженерно-строительный институт (1974) и Высшую партийную школу при ЦК Компартии Украины (1984). Изобретения, научные труды: Способ очистки лопастей двигателя самолета Ан-24, монографии по вопросам молодежной политики и социальной защиты молодежи.
В 1968 году работал помощником киномеханика кинотеатра «Буковина» в поселке Глубоком Черновицкой области. В декабре 1974 года избирается первым секретарем Железнодорожного райкома ЛКСМ Украины г. Киева. В 1977 году работает на производстве — мастером вентиляционной участка, начальником механического участка завода в г. Киеве. С ноября 1977 года на комсомольской работе — секретарь, первый секретарь Киевского горкома ЛКСМ Украины. С 1983 второй секретарь ЦК ЛКСМ Украины. В августе 1986 года первый секретарь ЦК ЛКСМ Украины. С 1989 по 1991 год Народный депутат СССР от Могилёв-Подольского избирательного округа и председатель Комитета по делам молодежи при Кабинете Министров СССР.
С 1991 по 1998 год работал на дипломатической работе в Посольстве Украины в России. Был заместителем председателя госадминистрации г. Киева, первым заместителем Министра транспорта Украины, советником Премьер-министра Украины по вопросам развития международных транспортных коридоров. В 1996—2005 годах президент Автомобильной Федерации Украины. С 1998 года председатель Государственного комитета Украины по туризму. С 2001 года председатель Государственного комитета молодёжной политики, спорта и туризма Украины. С 18 января 2002 по 29 июня 2005 года председатель Государственной туристической администрации Украины.
С 29 июня 2005 по 12 мая 2010 года — Чрезвычайный и Полномочный Посол Украины в Греческой Республике.
С 7 марта 2006 по 12 мая 2010 года — Чрезвычайный и Полномочный Посол Украины в Республике Албания по совместительству.

## Награды
- Орден Дружбы народов
- Орден «Знак Почёта»
- Заслуженный работник культуры Украины
- Медаль «На славу Черновцов»
- Почётный гражданин Буковины (6 октября 2021 года)